# Hypeugoa flavogrisea
Hypeugoa flavogrisea är en fjärilsart som beskrevs av John Henry Leech 1899. Hypeugoa flavogrisea ingår i släktet Hypeugoa och familjen björnspinnare. Inga underarter finns listade i Catalogue of Life.